# Jan Trøjborg
Jan Trøjborg, född 14 december 1955 i Horsens, död 6 maj 2012 i Skejby nära Århus, var en dansk ingenjör, politiker och minister. Han representerade Socialdemokratiet och hade många ministerposter under Poul Nyrup Rasmussens koalitionsregeringar under 1990- och 2000-talen. 

## Biografi
Jan Trøjborg föddes i den danska staden Horsens. Han var son till specialarbetaren Erik Trøjborg och husassistenten Rita Trøjborg. Under sin uppväxt gick han på Dagnæs Skole 1963-72. Därefter blev han utlärd murare 1976 och fortsatte samma år att utbilda sig vid Esbjerg Højskole. 1986 blev han en nybakt bygg- och miljöingenjör från Horsens Teknikum. Han tog anställning samma år som ingenjör vid A/S Samfundsteknik och blev följande år avdelningsledare för dess Horsensavdelning.
Jan Trøjborg var 1998-2009 gift med Janne Lindgaard Trøjborg. Han blev far till 4 barn.

## Politisk karriär före ministertiden
Trøjborg blev medlem av Socialdemokraterne på 1970-talet som en reaktion mot den mycket kontroversielle politikern Mogens Glistrup och hans parti, Fremskridtspartiet. Han var ordförande för Danmarks Socialdemokratiske Ungdom (DSU) i Vejle Amt 1973-78, samt medlem i dess huvudstyrelse. Därefter blev han medlem i Horsens Byråd 1978-86 och blev sedan invald till Folketinget 1987 för Horsenskredsen.
Utöver nämnda politiska poster har Trøjborg innehaft följande poster:
- Ordförande för kulturnämnden 1982-86[4].
- Medlem av skolnämnderna för Hatting Skole och Søndermarksskolen 1982-86[4].
- Vice ordförande för skolkommissionen 1982-86[4].
- Ordförande för Ungdomsskolestyrelsen i Horsens 1986-93[4]
- Ordförande för Horsens Forenede Sportsklubber 1989-93[4].